# Serravalle
Serravalle je grad in sedež istoimenske občine v San Marinu, ene od najmanjših evropskih držav. Prek občine Severralle poteka glavni dostop v San Marino.

## Zemljepisni položaj
Serravalle se nahaja v severnem delu San Marina in je oddaljen 17 km od italijanskega mesta Rimini ob Jadranskem morju. Nadmorska višina središča občine je 148 m, samo mesto pa leži na robu Apeninskega gorovja. Občina se razprostira na površini 10,53 km² in je najbolj gosto poseljena občina v državi, naselje Dogana pa je tudi največje naselje v državi.
Mesto meji na sanmarinski občini Domagnano in Borgo Maggiore ter na italijanske občine Verucchio, Rimini in Coriano. Okoli gradu Serravalle je tudi četrt Galazzano, ki je industrijsko območje občine. V četrti se nahaja tudi vremenska postaja.

## Župnije
V občini Serravalle je  osem župnij in sicer:
- Ca Ragni
- Cinque Vie
- Dogana
- Falciano
- Lesignano
- Ponte Mellini
- Rovereta
- Valgiurata

Župnije so tudi enake vaškim naseljem v občini.

## Prebivalstvo
V občini živi po podatkih iz leta 2013 10.591 prebivalcev, od tega je okoli 2.000 tujcev. Število prebivalcev v občini se rahlo povečuje.

## Zgodovina
Vas je prvič v dokumentih omenjena leta 962. V srednjem veku se je imenovala Castrum Olnani. Naselje je dobilo ime brestovih drevesih. V republiko San Marino je bila vključena leta 1463 ob zadnji ozemeljski širitvi republike San Marino.

## Znamenitosti
- Cerkev Sv. Andrea iz leta 1824, ki jo je postavil Luigi Fonti
- Nogometni stadion imenovan Olimpijski stadion. Stadion služi nogometni reprezentanci San Marina in lokalnim nogometnim klubom.